# 20 kilomètres marche masculin aux championnats du monde d'athlétisme 2005
Navigation
Paris 2003 Osaka 2007
L'épreuve du 20 kilomètres marche masculin des championnats du monde d'athlétisme 2005 s'est déroulée le 6 août 2005 dans les rues d'Helsinki, en Finlande. Elle est remportée par l'Équatorien Jefferson Pérez.

## Résultats
| Rang               | Athlète             | Pays         | Temps           | Notes |
| ------------------ | ------------------- | ------------ | --------------- | ----- |
| Médaille d'or      | Jefferson Pérez     | Équateur     | 1 h 18 min 35 s | SB    |
| Médaille d'argent  | Paquillo Fernández  | Espagne      | 1 h 19 min 36 s |       |
| Médaille de bronze | Juan Manuel Molina  | Espagne      | 1 h 19 min 44 s | PB    |
| 4                  | André Höhne         | Allemagne    | 1 h 20 min 00 s | PB    |
| 5                  | Hatem Ghoula        | Tunisie      | 1 h 20 min 19 s | SB    |
| 6                  | Vladimir Stankin    | Russie       | 1 h 20 min 25 s |       |
| 7                  | Benjamin Kuciński   | Pologne      | 1 h 20 min 34 s |       |
| 8                  | Eder Sánchez        | Mexique      | 1 h 20 min 45 s |       |
| 9                  | Zhu Hongjun         | Chine        | 1 h 21 min 01 s |       |
| 10                 | Luke Adams          | Australie    | 1 h 21 min 43 s |       |
| 11                 | Andriy Yurin        | Ukraine      | 1 h 22 min 15 s |       |
| 12                 | Luis Fernando López | Colombie     | 1 h 22 min 28 s |       |
| 13                 | Erik Tysse          | Norvège      | 1 h 22 min 45 s |       |
| 14                 | Lorenzo Civallero   | Italie       | 1 h 22 min 52 s | SB    |
| 15                 | Sérgio Galdino      | Brésil       | 1 h 23 min 03 s |       |
| 16                 | Shin Il-Yong        | Corée du Sud | 1 h 23 min 10 s |       |
| 17                 | Aigars Fadejevs     | Lettonie     | 1 h 23 min 12 s |       |
| 18                 | Jared Tallent       | Australie    | 1 h 23 min 42 s |       |
| 19                 | Silviu Casandra     | Roumanie     | 1 h 23 min 46 s |       |
| 20                 | Andrei Talashko     | Biélorussie  | 1 h 23 min 52 s |       |
| 21                 | Matej Tóth          | Slovaquie    | 1 h 23 min 55 s |       |
| 22                 | José Ignacio Díaz   | Espagne      | 1 h 24 min 00 s |       |
| 23                 | Takayuki Tanii      | Japon        | 1 h 24 min 17 s |       |
| 24                 | Kamil Kalka         | Pologne      | 1 h 25 min 02 s |       |
| 25                 | Akihiro Sugimoto    | Japon        | 1 h 25 min 28 s |       |
| 26                 | Rafał Dyś           | Pologne      | 1 h 26 min 35 s |       |
| 27                 | Edwin Centeno       | Pérou        | 1 h 26 min 45 s |       |
| 28                 | Liu Yunfeng         | Chine        | 1 h 26 min 54 s |       |
| 29                 | Koichiro Morioka    | Japon        | 1 h 27 min 08 s |       |
| 30                 | John Nunn           | États-Unis   | 1 h 27 min 10 s | SB    |
| 31                 | Timothy Seaman      | États-Unis   | 1 h 29 min 58 s |       |
| 32                 | Bengt Bengtsson     | Suède        | 1 h 30 min 10 s |       |
| —                  | Ivano Brugnetti     | Italie       | DNF             |       |
| —                  | Viktor Burayev      | Russie       | DNF             |       |
| —                  | João Vieira         | Portugal     | DNF             |       |
| —                  | Ilya Markov         | Russie       | DQ              |       |
| —                  | Bernardo Segura     | Mexique      | DQ              |       |
| —                  | Ivan Trotski        | Biélorussie  | DQ              |       |
| —                  | Yu Chaohong         | Chine        | DQ              |       |
| —                  | Cristian Berdeja    | Mexique      | DQ              |       |
| —                  | Robert Heffernan    | Irlande      | DQ              |       |
| —                  | Walter Sandoval     | Salvador     | DQ              |       |
| —                  | Rolando Saquipay    | Équateur     | DQ              |       |

## Légende
Records et Performances
- AR : Record continental (area record)
- CR : Record des championnats (championship record)
- MR : Record du meeting (meet record)
- NR : Record national (national record)
- OR : Record olympique (olympic record)
- PR : Record paralympique (paralympic record)
- PB : Record personnel (personal best)
- SB : Meilleure performance personnelle de la saison (season's best)
- WL : Meilleure performance mondiale de l'année (world leader)
- WJR : Record du monde junior (world junior record)
- WR : Record du monde (world record)

Circonstances et Conditions
- DNF : N'a pas terminé (did not finish)
- DNS : N'a pas pris le départ (did not start)
- DQ : Disqualification (disqualification)
- NM : Aucun essai valable enregistré (No Mark)
- Q : Qualifié « directement » au prochain tour (ou à la prochaine compétition), lors d'une compétition majeure, grâce au classement ou à la réalisation des minima (automatic qualifier)
- q : Qualifié au prochain tour (ou à la prochaine compétition), lors d'une compétition majeure, grâce au repêchage ou à la réalisation de l'une des meilleures performances parmi celles des « non qualifiés directement » (grâce au meilleur temps ou à la meilleure distance par exemple) (secondary qualifier)